# Huis Chalençon

Wapen van het huis Chalencon-Polignac

Het huis Chalencon of Chalencon-Polignac is een van de oudste Franse adellijke geslachten, afkomstig uit de regio Velay in het huidige departement Haute-Loire. 
Het huis de Polignac wordt voor het eerst genoemd in 870 en kwam voort uit de burggraven van Velay. Zij kregen de titel van koning van de bergen (Rois de Montagne) en waren min of meer onafhankelijk totdat het huis uitstierf in 1385.
In 1349 huwde Guillaume, heer van Chalencon met Valpurge, erfdochter van de burggraven van Polignac. Na het uitsterven van het huis Polignac gebruikte de familie de naam de Chalencon de Polignac (Chalencon-Polignac) en vanaf 1421 opnieuw de Polignac. 
In 1780 werd Jules de Polignac (1745-1817) door Lodewijk XVI van Frankrijk verheven tot hertog van Polignac. Een nakomeling van zijn jongste zoon, prins Camille de Polignac, besteeg in 1949 de troon van Monaco in de persoon van Reinier III, zoon van graaf Pierre de Polignac en prinses Charlotte van Monaco.